# Real Madrid Baloncesto 2016-2017
Questa voce raccoglie le informazioni riguardanti il Real Madrid Baloncesto nelle competizioni ufficiali della stagione 2016-2017.

## Stagione
La stagione 2016-2017 del Real Madrid Baloncesto è la 61ª nel massimo campionato spagnolo di pallacanestro, la Liga ACB.

## Roster
Aggiornato al 14 luglio 2018.
| Real Madrid 2016-17 | Real Madrid 2016-17 |
| Giocatori           | Staff tecnico       |
| ------------------- | ------------------- |

| N. | Naz.                                            | Ruolo | Nome             | Anno | Alt.   | Peso   |  |
| -- | ----------------------------------------------- | ----- | ---------------- | ---- | ------ | ------ |  |
| 3  | Stati Uniti (bandiera)                          | AG    | Anthony Randolph | 1989 | 211 cm | 102 kg |  |
| 4  | Stati Uniti (bandiera) · Croazia (bandiera)     | P     | Dontaye Draper   | 1984 | 181 cm | 82 kg  |  |
| 5  | Spagna (bandiera)                               | GA    | Rudy Fernández   | 1985 | 196 cm | 83 kg  |  |
| 6  | Argentina (bandiera) · Italia (bandiera)        | AP    | Andrés Nocioni   | 1979 | 203 cm | 104 kg |  |
| 7  | Slovenia (bandiera) · Spagna (bandiera)         | P     | Luka Dončić      | 1999 | 199 cm | 99 kg  |  |
| 8  | Lituania (bandiera)                             | AP    | Jonas Mačiulis   | 1985 | 198 cm | 98 kg  |  |
| 9  | Spagna (bandiera)                               | AG    | Felipe Reyes (C) | 1980 | 204 cm | 112 kg |  |
| 14 | Messico (bandiera)                              | C     | Gustavo Ayón     | 1985 | 208 cm | 113 kg |  |
| 17 | Montenegro (bandiera) · Spagna (bandiera)       | AG    | Dino Radončić    | 1999 | 202 cm | 102 kg |  |
| 20 | Stati Uniti (bandiera) · Azerbaigian (bandiera) | G     | Jaycee Carroll   | 1983 | 188 cm | 81 kg  |  |
| 21 | Stati Uniti (bandiera) · Liberia (bandiera)     | C     | Othello Hunter   | 1986 | 203 cm | 101 kg |  |
| 23 | Spagna (bandiera)                               | G     | Sergio Llull     | 1987 | 190 cm | 94 kg  |  |
| 33 | Stati Uniti (bandiera)                          | AC    | Trey Thompkins   | 1990 | 208 cm | 109 kg |  |
| 36 | Spagna (bandiera)                               | AG    | Álex Suárez      | 1993 | 206 cm | 101 kg |  |
| 44 | Svezia (bandiera)                               | GA    | Jeff Taylor      | 1989 | 201 cm | 100 kg |  |

| Allenatore                                                                                              |
| - Pablo Laso                                                                                            |
| Assistente/i                                                                                            |
| - Isidoro Calín - Chus Mateo - Paco Redondo Legenda - (C) Capitano - (IN) Inattivo - Infortunato Roster |

## Mercato

### Sessione estiva
| Acquisti | Acquisti         | Acquisti         | Acquisti      | Acquisti |
| R.a      | Nome             | da               | Modalità      |          |
| -------- | ---------------- | ---------------- | ------------- | -------- |
| C        | Othello Hunter   | Olympiakos       | definitivo    |          |
| P        | Dontaye Draper   | Lokomotiv Kuban' | definitivo    |          |
| AG       | Anthony Randolph | Lokomotiv Kuban' | definitivo    |          |
| AG       | Álex Suárez      | Bilbao Berri     | fine prestito |          |

| Cessioni | Cessioni                 | Cessioni           | Cessioni         | Cessioni |
| R.       | Nome                     | a                  | Modalità         |          |
| -------- | ------------------------ | ------------------ | ---------------- | -------- |
| P        | Sergio Rodríguez Gómez   | Philadelphia 76ers | rescissione      |          |
| G        | K.C. Rivers              | Panathīnaïkos      | fine contratto   |          |
| AG       | Maurice Ndour            | N.Y. Knicks        | fine contratto   |          |
| P        | Facundo Campazzo         | Murcia             | rinnovo prestito |          |
| C        | Guillermo Hernangómez    | N.Y. Knicks        | fine contratto   |          |
| P        | Daniel de la Rúa         | Zornotza           | fine contratto   |          |
| AC       | Augusto César Lima Brito | Žalgiris Kaunas    | prestito         |          |